# Zeltnera stricta
Zeltnera stricta är en gentianaväxtart som först beskrevs av Christian Julius Wilhelm Schiede, och fick sitt nu gällande namn av G.Mans.. Zeltnera stricta ingår i släktet Zeltnera och familjen gentianaväxter. Inga underarter finns listade i Catalogue of Life.